# Hanna Dylągowa

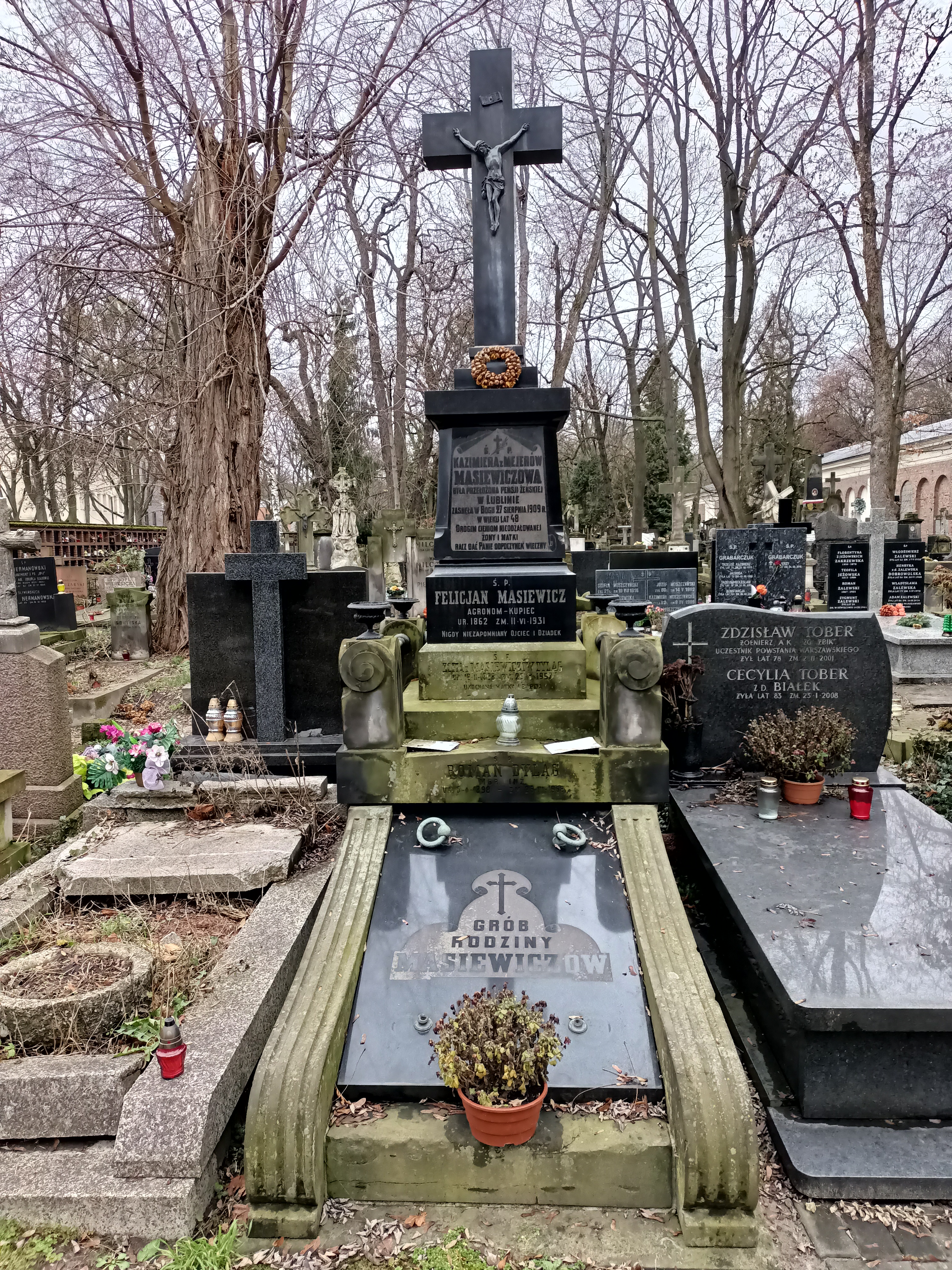
Grób Hanny i Zdzisława Dylągów na Cmentarzu Powązkowskim

Hanna Dylągowa z domu Mańkiewicz (ur. 18 września 1928 w Żyrardowie, zm. 12 lipca 2016 w Warszawie) – polska historyk, badaczka dziejów XIX i XX wieku.

## Życiorys
Urodziła się 18 września 1928 w Żyrardowie w rodzinie komendanta Powiatowej Policji Państwowej, kapitana Ludwika Mańkiewicza (1898–1969) i Karoliny Piagonikow.
Absolwentka studiów w zakresie historii na Uniwersytecie Warszawskim (1950). Doktorat w 1967 (Towarzystwo Patriotyczne i Sąd Sejmowy (1821–1829), promotor: Stefan Kieniewicz) i habilitacja w 1977 tamże. Od 1950 związana z Sekcją Historii Katolickiego Uniwersytetu Lubelskiego. W latach 1950–1952 starszy asystent Katedry Historii Kultury Polskiej, 1969–1987 adiunkt II Katedry Historii Nowożytnej. Docent – 1979, profesor nadzwyczajny – 1991, profesor zwyczajny – 1991. W latach 1978–1990 wykładała w ramach KIK w Warszawie. Główne kierunki badań naukowych to: historia Kościoła unickiego oraz historia Rosji i ziem wschodnich Rzeczypospolitej XIX–XX w.
Była żoną Zdzisława Dyląga i szwagierką Jerzego Kłoczowskiego.
27 lipca 2016 została pochowana w grobowcu rodzinnym na Starych Powązkach w Warszawie.

## Wybrane publikacje
- Towarzystwo Patriotyczne i Sąd Sejmowy 1821–1829, Warszawa: Państwowe Wydawnictwo Naukowe 1970.
- (współautor) Materiały do historii zgromadzeń zakonnych na ziemiach polskich w XIX i początkach XX wieku, Lublin: Towarzystwo Naukowe KUL 1976.
- Duchowieństwo katolickie wobec sprawy narodowej (1764–1864), Lublin: Wydawnictwo TN KUL 1981.
- Unia Brzeska i unici w Królestwie Polskim, Warszawa: Kuria Metropolitalna Warszawska. Wydział Duszpasterstwa 1989.
- (redakcja) Między Wschodem a Zachodem: międzynarodowa konferencja, Lublin 18-21 czerwca 1991, red. Hanna Dylągowa, Mirosław Filipowicz, Lublin: Instytut Europy Środkowo-Wschodniej 1994.
- Dzieje Unii Brzeskiej (1596–1918), Olsztyn: Pojezierze 1991.
- Walerian Łukasiński – Wolnomularstwo Narodowe i Towarzystwo Patriotyczne (1819–1826), Warszawa: DiG 1996.
- Historia Polski 1795–1990, Lublin: Instytut Europy Środkowo-Wschodniej 2000 (przekład ukraiński: Istoriâ Pol'ŝi 1795–1990, perekl. z pol’. Mihajla Kirsenka, Kiiv: Vidavničij dim „Kievo-Mogilâns’ka akademiâ” 2007).